# Бёсёрменьи-Надь, Бела
Бела Бёсёрменьи-Надь (венг. Böszörményi-Nagy Béla; 9 апреля 1912 года, Шаторальяуйхей, Австро-Венгрия — 6 января 1990 года, Бостон, США) — венгерско-американский пианист, известный преимущественно как музыкальный педагог.

## Биография
Учился в Будапеште у Золтана Кодаи, Лео Вайнера, Эрнеста фон Донаньи и Имре Кеери-Санто. В 1937—1948 годах сам преподавал в Академии музыки имени Листа (среди его учеников, в частности, Роберт Вейс и Михай Бехер).
В 1948 г. эмигрировал в Канаду, до 1953 года преподавал в Торонтской консерватории. В 1952 г. основал Венгерскую ассоциацию Торонто и был её президентом.
В 1953 г. переехал в США, преподавал в Университете Индианы, в 1962—1974 годах — в Бостонском университете, в 1974—1977 годах — в Университете Северной Каролины, с 1978 года — в вашингтонском Католическом университете. В числе его учеников — Эрл Мосс (англ. Earle Moss).
Умер от рака пищевода в одной из больниц Бостона.

### Семья
В первом браке — четыре сына. Вторым браком женат на Линде Йиорле, пианистке; дочери Джулианна и Кристина.

## Творчество
Дал более 500 концертов — сольных, в ансамбле и с оркестром. Обладал широким репертуаром, от Иоганна Себастьяна Баха до Пьера Булеза и Карлхайнца Штокхаузена, однако в первую очередь специализировался на произведениях Белы Бартока — в частности, на Концерте для двух фортепиано и ударных, который он исполнял вместе со своей бостонской ассистенткой, а затем и женой Линдой Йиорле. Отмечалась его виртуозность, сочетавшаяся с осторожностью интерпретаций. Выступал с Будапештским филармоническим оркестром под управлением Яноша Ференчика, Торонтским симфоническим (Эрнест Макмиллан), Чешским филармоническим и Чикагским симфоническим оркестрами под управлением Рафаэля Кубелика.

## Награды и признание
- Премия памяти Бартока (1982)[6]
- Премия Ференца Листа от Министра культуры Венгерской Народной Республики (1986) — «в знак признания выдающихся успехов в распространении радости музыки Ференца Листа»[6]
- почётный профессор Католического университета в Вашингтоне[2].